# Дора 2024.
Дора 2024. је било 25. издање фестивала Дора. Фестивал је организовала Хрватска радиотелевизија (ХРТ) и коришћен је за одабир хрватског представника на Песми Евровизије 2023. Такмичење, одржано у ХРТ студијима у Загребу, по први пут од 2011. ван Опатије, се састојало од две полуфиналне вечери које су одржане 22. и 23. фебруара, као и финала 25. фебруара. У полуфиналима се такмичило по 12 песама, од којих из сваког по 8 пролази у финале. Резултати полуфинала су одлучени само гласовима публике, док су резулати финала одлучени комбинацијом гласова публике и хрватског и међународног жирија у омеру 50:50, тако што је сваки од осам тимова стручних жирија доделио по један сет од 12, 10, 8—1 поен за својих 10 омиљених песама, док се 464 поена публике распоредило пропорционално према броју добијених гласова за сваку песму. Такмичење су водили Душко Ћурлић, Маја Цигленечки и Ања Церар.

## Формат
Вођа хрватске делегације на Песми Евровизије, Томислав Штенгл, је првобитно дискутовао могућност увођења полуфинала на Дору, чије је финале првобитно заказано за 24. фебруар 2024; упркос првобитним информацијама да ће се увести само једно полуфинале, одлучено је да ће се такмичење састојати од два полуфинала 22. и 23. фебруара, као и финала 25. фебруара 2024.

### Гласање
Дванаест песама учествује у сваком полуфиналу, а по осам пролази из сваког на основу гласова публике. Победник финала је одлучен комбинацијом гласова публике и жирија у омеру 50:50. Жири се састојао од 4 регионална жирија Хрватске – у Осјеку, Ријеци, Сплиту и Загребу – и четири међународна панела – у Немачкој, на Исланду, у Италији и Украјини. Сваки жири се састоји од 3 експерта из музичке индустрије. Сваки жири додељује по један сет од 12, 10 и 8—1 поен за својих 10 фаворита, док се 464 поена публике распоређује пропорционално према броју добијених гласова за сваку песму. Песма са највише поена је победник.

### Сценски дизајн
Сцену за Дору 2024. је дизајнирао Игор Јурас.

### Презентери
Програм су водили Душко Ћурлић, Маја Цигленечки и Ања Церар.

## Учесници
Дана 15. септембра 2023, ХРТ је отворио конкурс на који су извођачи – који морају да имају хрватско држављанство – и композитори могли да шаљу пријаве до 30. новембра 2023. На крају конкурса, пристигле су 203 пријаве.
Комитет ХРТ-а је изабрао 24 учесника и 4 резерве, а списак истих је објављен 15. децембра 2023. Међу учесницима су Дамир Кеџо и Лет 3 који су победили на такмичењу 2020. и 2023. тим редом. Уз то, Северина, која је победила на такмичењу 2006. је била плесачица за наступ Лет 3. Дана 3. јануара 2024, објављено је да се Zsa Zsa повукла са такмичења и да ће је заменити прва резерва, Baby Lasagna. Песме су имале премијеру 4. јануара 2024. у програму Свијет дискографије на другом програму Хрватског радија, а на YouTube 9. јануара 2024.
  Повучена песма   Заменска песма
| Извођач(и)                           | Песма                    | Језик     | Песмописци                                                                   |
| ------------------------------------ | ------------------------ | --------- | ---------------------------------------------------------------------------- |
| Ален Ђурас                           | A Tamburitza Lullaby     | енглески  | Џими Екерфорс Мичек Фанун Синиша Рељић-Симба Тони Малм                       |
| Baby Lasagna                         | Рим тим таги дим         | енглески  | Марко Пуришић                                                                |
| Барбара Муњас                        | Непобједива              | хрватски  | Барбара Муњас Zoran Majstorović                                              |
| Борис Шток                           | Can We Talk              | енглески  | Ејдан О’Конор Борис Шток Дарко Терлевић Џон Дохрети                          |
| Дамир Кеџо                           | Вољена жено              | хрватски  | Анте Пецотић                                                                 |
| Ерна                                 | How Do You Love Me       | енглески  | Алан Довић Ерна Имамовић Габор Рац                                           |
| ET                                   | Паметном доста           | хрватски  | Адонис Ћулибрк Инав Косте                                                    |
| Еуген                                | Тишине                   | хрватски  | Ања Грабовац Еуген Стјепан Вишић [ ]                                         |
| James Night                          | Небо плаче               | хрватски  | Леонардо Шајин                                                               |
| Лана Мандарић                        | Мȍре                     | хрватски  | Лана Мандарић                                                                |
| Лара Демарин                         | Не вјерујем ти           | хрватски  | Хрвоје Домазет Лука Демарин Роберт Домитровић                                |
| Лет 3                                | Бабарога                 | хрватски  | Дамир Мартиновић Изток Турк Матеј Зец Зоран Продановић                       |
| Лу Дедић                             | Плави лептир             | хрватски  | Миро Лесић                                                                   |
| Марцела                              | Gasoline                 | енглески  | Бјерген ван Есен [ ] Данијел ван ден Бринк [ ] Делано Ладнурер Марцела Ороши |
| Марио Батифијака feat. Роберт Ферлин | Воду пити тризан бити    | хрватски  | Бруно Крајцар                                                                |
|                                      | One Day                  | енглески  | Њемања Филиповић                                                             |
|                                      | Дијаманти                | хрватски  | Дарко Димитров Лазар Цветкоски Роберт Билбилов                               |
|                                      | Baby, Baby               | хрватски  | Иван Зечић Мирослав Зечић                                                    |
| Павел                                | До мјесеца               | хрватски  | Аљоша Шерић [ ] Јере Шешеља                                                  |
| Саша Лозар                           | Не плачем због ње        | хрватски  | Анте Пецотић                                                                 |
|                                      | Сретних дана дат’ ће Бог | хрватски  | Бранимир Михаљевић Ненад Нинчевић                                            |
| The Splitters                        | Од кад те сањам          | хрватски  | Josip Senta Petar Senta                                                      |
| Ватра                                | Слатке сузе, горка љубав | хрватски  | Иван Дечак                                                                   |
| Винко                                | Lying Eyes               | енглески  | Срђан Секуловић (Сканси) Винко Ћемераш                                       |
| Zsa Zsa                              | Пробуди усне моје        | Непознато | Непознато                                                                    |

| Извођач(и)    | Песма              | Језик     | Песмописци               |
| ------------- | ------------------ | --------- | ------------------------ |
| Baby Lasagna  | Рим тим таги дим   | енглески  | Марко Пуришић            |
| Cota G4       | Стави се на мјесто | Непознато | Непознато                |
|               | Дубоко рони        | Непознато | Непознато                |
| Михаел Кворка | Врати се           | хрватски  | Алан Довић Михаел Кворка |

## Ток такмичења

### Полуфинала
Два полуфинала одржана су 22. и 23. фебруара 2024. Као гости наступили су Слиман, представник Француске, у првом полуфиналу, а Раивен, представница Словеније, у другом.
| #  | Извођач(и)                           | Песма                    | Гласови |
| -- | ------------------------------------ | ------------------------ | ------- |
| 1  |                                      | Baby, Baby               | 1.025   |
| 2  | Марио Батифијака feat. Роберт Ферлин | Воду пити тризан бити    | 1.917   |
| 3  |                                      | Сретних дана дат’ ће Бог | 3.163   |
| 4  |                                      | One Day                  | 787     |
| 5  | Ерна                                 | How Do You Love Me       | 1.036   |
| 6  | Еуген                                | Тишине                   | 4.339   |
| 7  | Винко                                | Lying Eyes               | 3.526   |
| 8  | Барбара Муњас                        | Непобједива              | 860     |
| 9  | Лет 3                                | Бабарога                 | 4.213   |
| 10 | Лана Мандарић                        | Море                     | 2.232   |
| 11 | Павел                                | До мјесеца               | 3.032   |
| 12 | Саша Лозар                           | Не плачем због ње        | 1.276   |

| #  | Извођач(и)    | Песма                    | Гласови |
| -- | ------------- | ------------------------ | ------- |
| 1  | Лу Дедић      | Плави лептир             | 1.056   |
| 2  |               | Небо плаче               | 1.129   |
| 3  | Лара Демарин  | Не вјерујем ти           | 1.662   |
| 4  | Ален Ђурас    | A Tamburitza Lullaby     | 3.838   |
| 5  | The Splitters | Од кад те сањам          | 1.432   |
| 6  | Борис Шток    | Can We Talk              | 1.761   |
| 7  | Baby Lasagna  | Рим тим таги дим         | 22.948  |
| 8  | ET            | Паметном доста           | 956     |
| 9  | Ватра         | Слатке сузе, горка љубав | 1.825   |
| 10 | Дамир Кеџо    | Вољена жено              | 3.060   |
| 11 |               | Дијаманти                | 1.631   |
| 12 | Марцела       | Gasoline                 | 3.285   |

### Финале
Финале је одржано 25. фебруара 2024. са почетком у 20.15 ч CEST.
| #  | Извођач(и)                           | Песма                    | Жири | Телегласање | Телегласање | Поени | Пласман |
| #  | Извођач(и)                           | Песма                    | Жири | Гласови     | Поени       | Поени | Пласман |
| -- | ------------------------------------ | ------------------------ | ---- | ----------- | ----------- | ----- | ------- |
| 1  |                                      | Дијаманти                | 24   | ≈4.030      | 11          | 35    | 10.     |
| 2  | Марио Батифијака feat. Роберт Ферлин | Воду пити тризан бити    | 0    | ≈3.390      | 9           | 9     | 15.     |
| 3  | Лана Мандарић                        | Море                     | 9    | ≈1.524      | 4           | 13    | 13.     |
| 4  | Борис Шток                           | Can We Talk              | 10   | ≈4.744      | 13          | 23    | 12.     |
| 5  |                                      | Сретних дана дат’ ће Бог | 3    | ≈3.452      | 9           | 12    | 14.     |
| 6  | Павел                                | До мјесеца               | 38   | ≈5.574      | 15          | 53    | 7.      |
| 7  | Саша Лозар                           | Не плачем због ње        | 1    | ≈1.733      | 5           | 6     | 16.     |
| 8  | Лара Демарин                         | Не вјерујем ти           | 19   | ≈2.304      | 6           | 25    | 11.     |
| 9  | Лет 3                                | Бабарога                 | 55   | ≈9.142      | 24          | 79    | 3.      |
| 10 | Ален Ђурас                           | A Tamburitza Lullaby     | 35   | ≈10.127     | 27          | 62    | 5.      |
| 11 | Еуген                                | Тишине                   | 26   | ≈5.772      | 15          | 41    | 8.      |
| 12 | Ватра                                | Слатке сузе, горка љубав | 21   | ≈5.629      | 15          | 36    | 9.      |
| 13 | Дамир Кеџо                           | Вољена жено              | 51   | ≈8.192      | 22          | 73    | 4.      |
| 14 | Baby Lasagna                         | Рим тим таги дим         | 74   | ≈92.693     | 247         | 321   | 1.      |
| 15 | Марцела                              | Gasoline                 | 39   | ≈7.350      | 20          | 59    | 6.      |
| 16 | Винко                                | Lying Eyes               | 59   | ≈8.786      | 23          | 82    | 2.      |

| #  | Песма                    | · ОС | · УКР | · РИ | · ИСЛ | · СТ | · ИТА | · НЕМ | · ЗГ | Укупно |
| -- | ------------------------ | ---- | ----- | ---- | ----- | ---- | ----- | ----- | ---- | ------ |
| 1  | Дијаманти                | 3    |       | 8    |       | 4    |       | 1     | 8    | 24     |
| 2  | Воду пити тризан бити    |      |       |      |       |      |       |       |      | 0      |
| 3  | Море                     |      | 1     |      | 5     |      | 3     |       |      | 9      |
| 4  | Can We Talk              | 1    |       | 2    |       | 3    | 2     |       | 2    | 10     |
| 5  | Сретних дана дат' ће Бог |      |       |      |       |      |       | 3     |      | 3      |
| 6  | До мјесеца               | 7    | 5     | 5    | 6     | 2    |       | 6     | 7    | 38     |
| 7  | Не плачем због ње        |      |       |      |       |      | 1     |       |      | 1      |
| 8  | Не вјерујем ти           |      |       |      |       |      | 8     | 10    | 1    | 19     |
| 9  | Бабарога                 | 10   | 2     | 10   | 10    | 6    | 4     | 7     | 6    | 55     |
| 10 | A Tamburitza Lullaby     | 2    | 8     | 6    | 2     | 8    | 6     |       | 3    | 35     |
| 11 | Тишине                   |      | 6     |      | 3     |      | 5     | 12    |      | 26     |
| 12 | Слатке сузе, горка љубав | 4    | 7     | 1    | 8     | 1    |       |       |      | 21     |
| 13 | Вољена жено              | 5    | 3     | 7    | 7     | 7    | 10    | 8     | 4    | 51     |
| 14 | Рим тим таги дим         | 12   | 10    | 12   | 12    | 12   |       | 4     | 12   | 74     |
| 15 | Gasoline                 | 8    | 4     | 4    | 4     | 5    | 7     | 2     | 5    | 39     |
| 16 | Lying Eyes               | 6    | 12    | 3    | 1     | 10   | 12    | 5     | 10   | 59     |

## Пренос
Програм је преношен на каналу ХРТ 1, на платформи ХРТи, као и на другом каналу Хрватског радија.